# Valiha

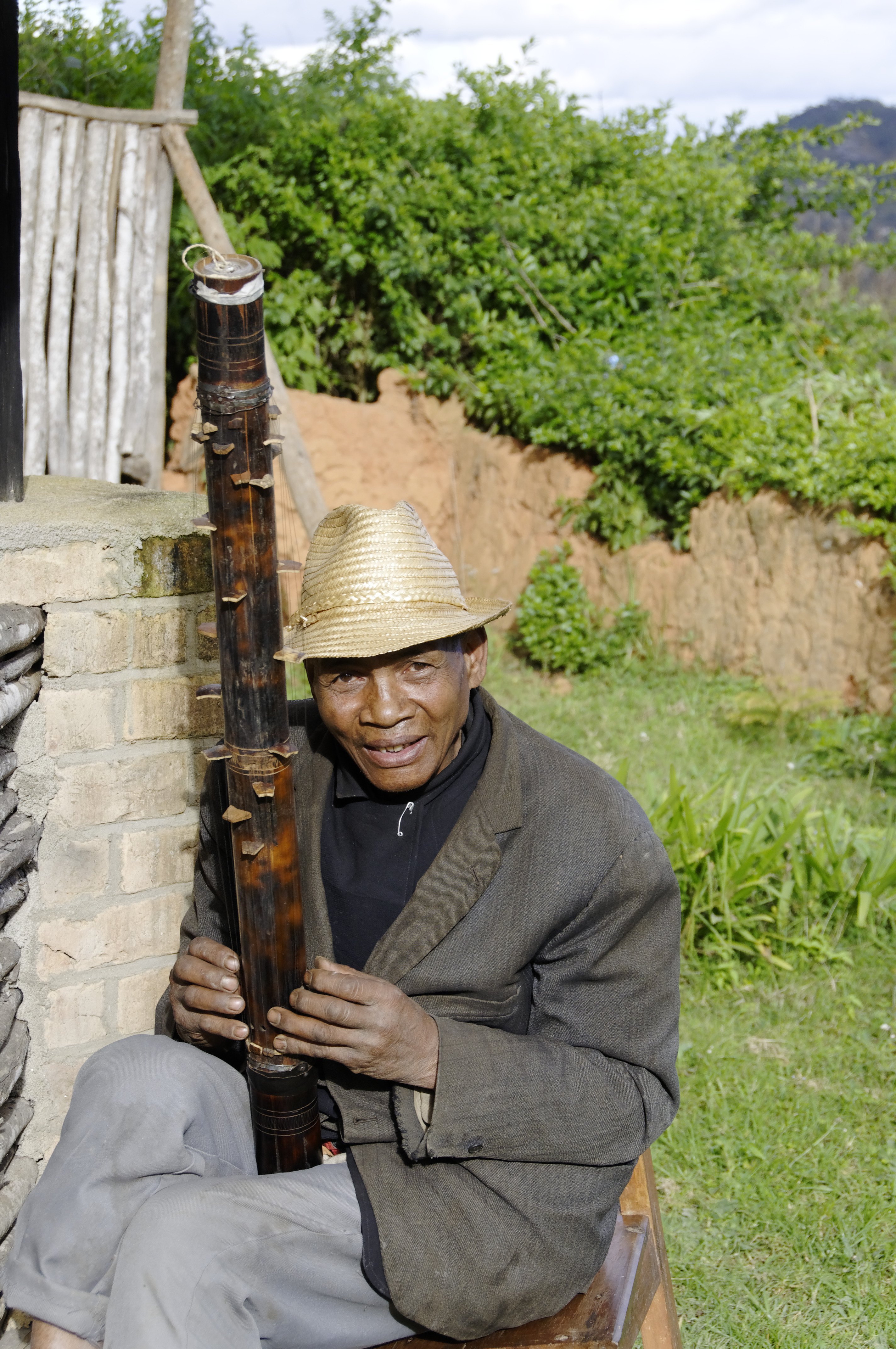

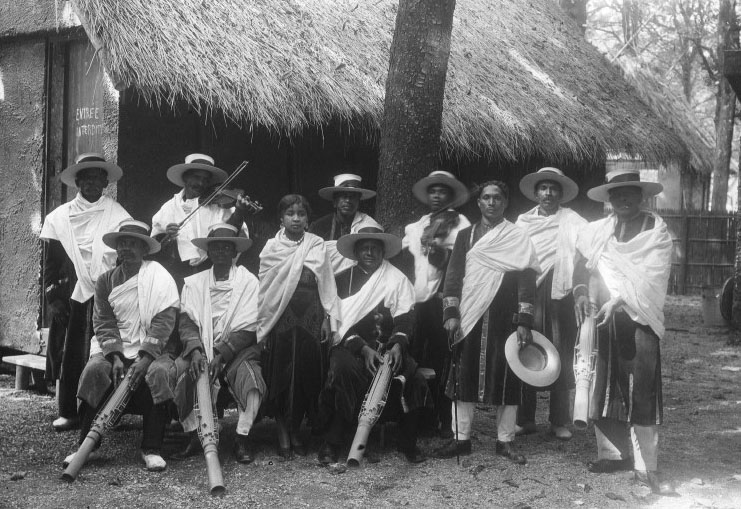
Orquesta de valihas en la Exposición colonial internacional de París de 1931.

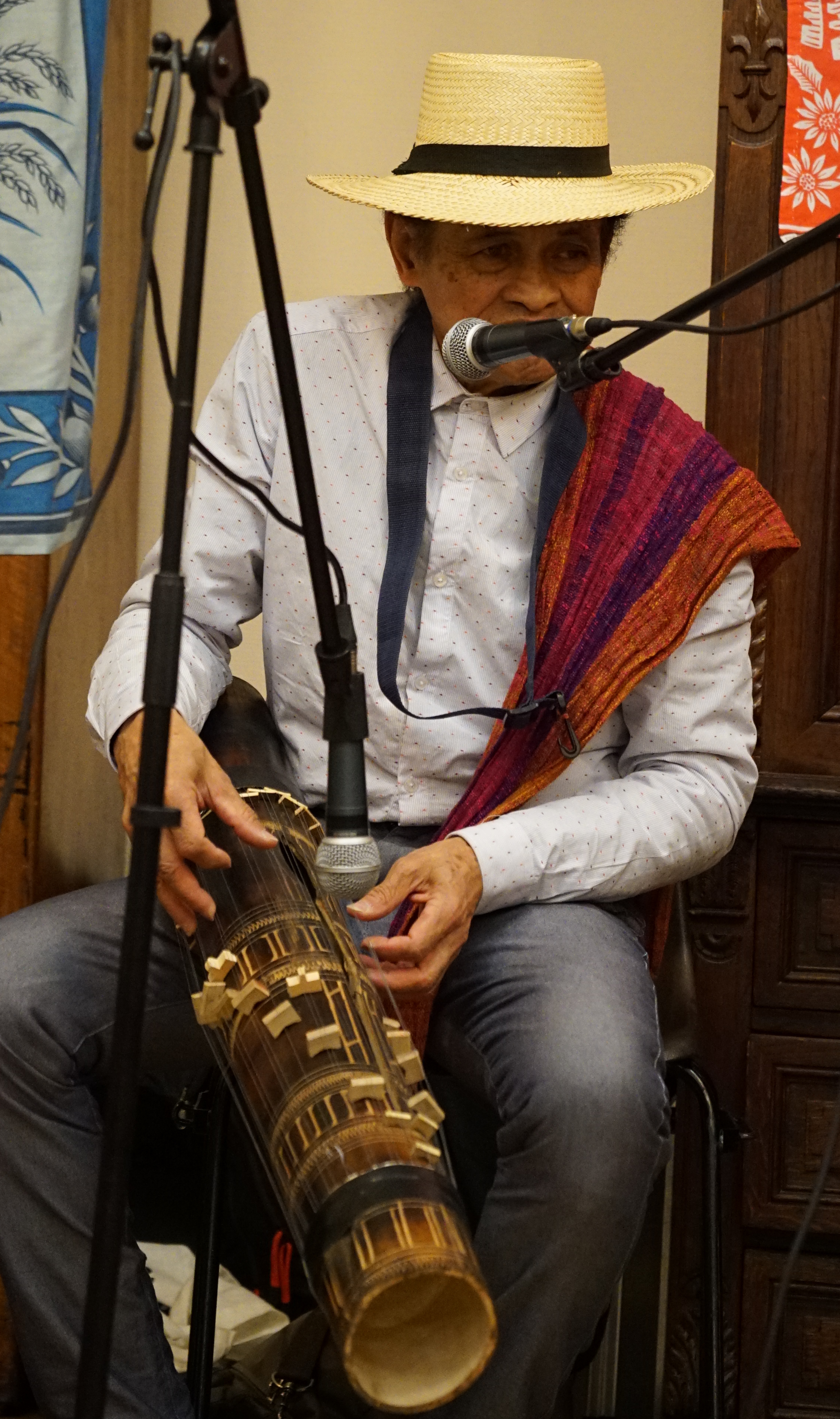
Valiha de gran diámetro fabricada con tubo de bambú.

Una valiha es un tipo de cítara de tubo de Madagascar hecha de una especie de bambú local. Es considerada el "instrumento nacional" de Madagascar. El término abarca diferentes cítaras en cuanto a formas y materiales.
Aparte de para música recreativa, las valihas se usan también en música ritual para convocar a los espíritus.

## Construcción
La valiha generalmente tiene entre 21 y 24 cuerdas. Históricamente estas se conformaban con tiras de bambú, sujetas en la parte superior, pero hoy en día a menudo se hacen de cables de freno de bicicleta o, en caso de intérpretes profesionales, de cuerdas de piano o guitarra estándares.
Históricamente el instrumento se fabricaba a partir del bambú Valiha diffusa, pero en la actualidad se emplean variedades con mayor longitud entre nodos.
Una variante conocida como marovany, es similar en concepto pero de forma más cuadrada y fabricado en madera o metal.

## Intérpretes
Uno del más famosos intérpretes de valiha del siglo XX fue Rakotozafy. La mayoría de las grabaciones de Rakotozafy son directos en el estudio central de Malagasy Radio. Sylvestre Randafison es otro reconocido intérprete de valiha considerado un icono cultural en Madagascar.